# Jack Haley, Jr.
Jack Haley, Jr, nascido John Joseph Haley, Jr. (Los Angeles, 25 de outubro de 1933 — Santa Mônica, 21 de abril de 2001) foi um diretor de cinema, produtor e escritor estadunidense, duas vezes vencedor do Emmy Awards.

## Biografia
Haley nasceu em Los Angeles, era filho do ator Jack Haley e sua mulher Florence. Como diretor e produtor, foi responsável por documentários que contavam a história do cinema, como That's Entertainment! (1974), That's Entertainment, Part II (1976), That's Dancing! (1985), e The Wonderful Wizard of Oz: 50 Years of Magic, narrado por Angela Lansbury. Foi casado com Liza Minnelli, filha da atriz Judy Garland, que atuou com seu pai em The Wizard of Oz.
Haley também atuou como produtor e produtor executivo em três edições do Óscar, e diretor de The Love Machine (1971). 
Haley tinha insuficiência respiratória e morreu em 21 de abril de 2001 em Santa Mônica, Califórnia. Encontra-se sepultado no Holy Cross Cemetery em Culver City.